# 林福喜
林福喜（？—？）為中國清朝武官。林福喜於1888年（光緒14年）奉旨接替樂文祥，於台灣擔任台灣北路協副將。而隸屬台灣鎮之下的此官職是台灣清治時期中的這階段，台南以北之台灣中南部及北部的駐地最高武官將領，翌年調任台灣水師副將。